# Alessio Xifea
Alessio Xifea (in greco Αλέξιος Ξιφίας?; X secolo – 1007) è stato un generale bizantino ricoprì le cariche di protospatharius e catapano d'Italia dal 1006 fino alla sua morte; fu inoltre il segretario dell'ufficio di Gregorio Tarcaniota.

## Biografia
Nel marzo del 1007 promulgò un diploma per Alessandro, abate del monastero di S. Giovanni in Lamis (oggi Convento di San Matteo, in agro di San Marco in Lamis), in cui si parla di "Castel Buzzano". Questo diploma è il primo documento che assoggetta gli uomini della terra San Giovanni Rotondo al monastero di San Giovanni in Lamis. Alessio fu ucciso in battaglia da ribelli nel 1007; gli succedette Giovanni Curcuas.